# 查尔斯·布朗森
查尔斯·布朗森（英語：Charles Bronson，1921年11月3日—2003年8月30日），美國男演員，出生於賓州立陶宛韃靼人移民家庭。以出演動作片而聞名，曾榮獲美國1976年金球獎「全球最受歡迎的藝人」。
出生赤貧家庭的布朗森，年輕時曾在礦場工作，直到1943年加入美國陸軍航空軍參加第二次世界大戰。退役後，加入了一個劇團並學習表演。1950年代起開始在電影和電視中扮演各種配角，於1958年電影《機關槍凱利》中的演出是他首次擔任主角。
他在《豪勇七蛟龍》（1960年）、《第三集中營》（1963年）、《蓬門碧玉紅顏淚》（1966年）和《決死突擊隊》（1967年）中擔任戲份吃重的配角。在電視上憑藉出演《通用电气剧场》中的一集而提名艾美獎。之後，演員阿蘭·德龍（布朗森的粉絲）聘請他與自己共同主演法國電影《朋友再見》（1968年），加上同年在意大利式西部片《狂沙十萬里》中擔任主演之一，布朗森正在成為歐洲的大明星。
布朗森繼續在歐洲製作的多部動作片、西部片和戰爭片中擔任主角，其中包括榮獲金球獎最佳外語片的《雨中怪客》（1970年）。最後回到美國與導演麥可·韋納多次合作，包括《野狼》（1972年）、《龍虎鐵金剛》（1972年）、《魔鬼大探長》（1973年）以及《猛龍怪客》（1974年）等；至此，布朗森成為世界票房第一的明星，每部電影票房達100萬美元。其中，他在《猛龍怪客》中飾演了一名轉型為義警的建築師，成為餘下演藝生涯的代表角色；雖然本片存在爭議，但票房相當成功，進而催生了四部續集。
直到90年代末退休並於2003年去世之前，布朗森幾乎只在動作片中擔任主角，經常與導演J·李·湯普森合作，還會參與電視電影的演出。1991年參演了西恩·潘執導的《兄弟情仇》。

## 早年
查理士·布朗遜生於宾夕法尼亚州埃伦费尔德的立陶宛裔羅馬天主教家，在家中15個孩子中排名第11，一家人住在约翰斯敦北部阿勒格尼山脉的煤炭地區。父親華特·布欽斯基（Charles Dennis Buchinsky）是來自立陶宛南部德魯斯基寧凱的利普卡韃靼人。母親瑪莉（Mary）的娘家姓為瓦林斯基（Valinsky）出生於賓州塔馬夸煤礦小鎮，父母來自立陶宛。
布朗遜在賓州度過了童年，就像許多和他一起長大的孩子一樣，不會在家裡說任何英語。他曾回憶說，當兵時期，自己的口音也很重，讓戰友們認為他是外國人。除了英語外，他還會說立陶宛語、俄語和希臘語。
在1973年的一次採訪中，布朗遜不太了解父親，也不確定自己對他是愛還是恨，並補充說，對父親唯一記憶就是，每當母親宣布他們的父親要回家時，孩子們會躲起來。1933年，布朗遜的父親過世，他進入煤礦產業，先在採礦辦公室就職，然後到礦坑工作。他後來說，自己每開採一噸煤炭就能賺一美元。在另一次訪談中，則稱必須兩班倒才能每週賺一美元。布朗遜後來回憶，他和他的兄弟從事清除礦井之間「樹樁」的危險工作，這很常發生塌方。
美國大蕭條期間，全家陷入極度貧困，布朗遜回憶起多次挨餓的經歷。他的母親沒有能力給妹妹喝牛奶，所以改餵食熱茶。因家境貧困，有一次沒有衣服穿，他必須穿著姊姊的衣服去上學。布朗遜是家中唯一念完高中的成員。
布朗遜一直在礦場工作，直到1943年二戰期間加入美國陸軍航空軍。他曾在第760靈活砲兵訓練中隊（760th Flexible Gunnery Training Squadron）服役，1945年在第39空軍基地聯隊內的關島第61轟炸中隊（61st Bombardment Squadron）擔任B-29超級堡壘轟炸機的空中砲手，該部隊執行了針對日本列島執行戰鬥任務。他執行了25次飛行任務，並因在戰鬥中受傷而獲得紫心勳章。
布朗遜在二戰結束後回國，打零工維生，直到費城的一個劇團聘請他畫布景，導致他得到機會扮演一些小角色。後來他與當時身懷抱負的演員傑克·克盧格曼在紐約市合租了一套公寓。最後，他搬到了好萊塢，在帕薩迪納劇院參加了表演課程。

## 廣告
自1970年起，布朗臣為日本Mandom剃鬚膏長年所拍攝的廣告中，在片末以沙啞的聲音說出：「Mandom！」而令人留下深刻印象。

## 逝世
布朗遜2003年8月30日在洛杉磯雪松西奈醫療中心去世，享壽81歲。儘管肺炎和阿茲海默症被外界認為是他的死因，但兩者都沒有出現在他的死亡證明上；死亡證明上提到了「呼吸衰竭」、「轉移性肺癌」，其次是「慢性阻塞性肺病」和「充血性心肌病變」。他被安葬在佛蒙特州西溫莎的布朗斯維爾公墓（Brownsville Cemetery）。